# George Perry
Pour les articles homonymes, voir Perry.
George Perry, né en 1771, est un naturaliste et malacologue anglais.

## Biographie
On ignore à peu près tout de la vie de George Perry, si ce n'est qu'il est l'auteur de deux ouvrages d'histoire naturelle. Il a dû vivre à Londres ou à proximité de cette ville. La seule trace que l’on a de lui est l’apparition de son nom dans la liste des membres de la Palaeontographical Society, fondée en 1847.
Le premier s'intitule Arcana ; or the museum of natural history, une publication mensuelle parue de janvier 1810 à septembre 1811 et qui traite des oiseaux, des mammifères, des reptiles, des insectes et d'autres animaux. Il est l’auteur de nombreuses planches de cet ouvrage et la gravure est confiée à T.L. Busby.
En 1811, il fait paraître son second ouvrage Conchology, or the natural history of shells : containing a new arrangement of the genera and species, illustrated by coloured engravings executed from the natural specimens, and including the latest discoveries (qui comporte soixante-et-une planches coloriées à la main). Il s'agit d'un travail très important sur la taxinomie des mollusques car il y décrit certaines espèces pour la première fois. Outre une introduction de quatre pages et un index final, le texte se résume à un texte placé en face de chaque planche décrivant les coquillages qui y figurent.
La qualité des illustrations de deux ouvrages est très variable mais globalement meilleure que celle de la plupart des ouvrages de son époque. Comme il était d’usage courant, Perry a copié les illustrations d’autres auteurs (comme Friedrich Wilhelm Martini (1729-1778), Johann Hieronymus Chemnitz (1730-1800), Franz Michael Regenfuss (1713-1780) pour les coquillages).
L’ouvrage n’est pas accueilli favorablement par tous les naturalistes puisque Gérard Paul Deshayes (1795-1875) écrira de lui :
« Cet ouvrage, d’un grand luxe, offre des figures gravées et coloriés faites pour plaire aux yeux des personnes peu versées dans science[Quoi ?], et non à ceux des vrais naturalistes, car la plupart n’ont rien d’exact dans la forme et la couleur ; quant au texte, on y remarque des erreurs nombreuses... »
La rareté de l’ouvrage explique le prix qu’il peut atteindre dans des ventes publiques (entre 8 500 et 18 000 dollars).

## Note
1. ↑  Cité par Petit (2003).

## Source
- Richard E. Petit (2003). George Perry’s molluscan taxa and notes on the editions of his Conchology of 1811. Zootaxa, 377 : 72 p.